# Champaign, Illinois
Champaign, Illinois là một thành phố thuộc quận Champaign trong bang Illinois, Hoa Kỳ. Thành phố có tổng diện tích km², trong đó diện tích đất là km². Theo điều tra dân số Hoa Kỳ năm 2010, thành phố có dân số 81.055 người. Champaign có khoảng cách 135 dặm (217 km) về phía nam Chicago, 124 dặm (200 km) về phía tây của Indianapolis, Indiana, và 178 dặm (286 km) về phía đông bắc St. Louis, Missouri. Mặc dù được bao quanh bởi các cộng đồng nông nghiệp, Champaign chia sẻ trong khuôn viên của Đại học bang Illinois tại Urbana-Champaign với thành phố kết nghĩa Urbana. Theo báo cáo điều tra dân số Mỹ 2010, thành phố là 81.055 người. Champaign là thành phố đông dân thứ 11 ở Illinois, và thành phố đông dân thứ tư trong tiểu bang bên ngoài của khu vực vùng đô thị Chicago.